# Datorspelsåret 1973

## Händelser

### Mars
- 19 mars - Kagemasa Kozuki bildar Konami Industry Co., Ltd.[1] Efter att tidigare ha ägt ett jukeboxreparations- och uthyrningsföretag i Osaka, Japan, lanserar Kozuki Konami för att tillverka maskiner för arkadspel.[2]

### Maj
- Hudson Soft Ltd. bildas i Sapporo, Japan, till en början för att marknadsföra telekommunikationsapparater och konstfotografier.[3]

### Okänt datum
- Ekonomispelet Lemonade Stand utvecklas för första gången.

## Spel släppta år1973

### Arkadspel
- Gotcha, från Atari, första kommersiella labyrintspelet lanseras.[1]
- PONG Doubles från Atari, en variant av Pong för fyra spelare.[4]
- Midway Manufacturing Co. tar licens på Pong från Atari för att producera Winner,[5] företagets första arkadspel.[1]
- Williams Electronics släpper Paddle Ball, en olicensierad klon av Pong, som deras första arkadspel.[6]

### Fotnoter
1. 1 2 3  Thomas, Donald A. Jr (2005). ”-1973-”. ICWhen.com. Arkiverad från originalet den 11 mars 2007. https://web.archive.org/web/20070311053435/http://www.ichwen.com/book/. Läst 15 februari 2006.
2. ↑  ”Corporate Info / Corporate History”. Konami. Arkiverad från originalet den 10 februari 2006. https://web.archive.org/web/20060210122851/http://www.konami.co.jp/en/corporate/data/index.html. Läst 15 februari 2006.
3. ↑  ”Corporate Info. / History”. Hudson. Arkiverad från originalet den 24 november 2005. https://web.archive.org/web/20051124135835/http://www.hudson.co.jp/corp/eng/coinfo/history.html. Läst 15 februari 2006.
4. ↑  Winters, David. ”Atari PONG –The first steps–”. PONG-Story. http://www.pong-story.com/atpong1.htm. Läst 4 november 2009.
5. ↑  ”WINNER from Midway” (PDF). arcade-museum.com. 1973. http://www.arcade-museum.com/manuals-videogames/W/Winner.pdf. Läst 15 februari 2006.
6. ↑  Kurtz, Bill (1997). Slot Machines and Coin-Op Games. New Jersey: Chartwell Books. sid. 125. ISBN 1-55521-731-1